# Tavdinskij rajon
Il Tavdinskij rajon (in russo Тавдинский район?) è un distretto nell'oblast' di Sverdlovsk, in Russia. Entro i confini del distretto (rajon) si trova il distretto urbano Tavdinskij (Tavdinskij gorodskoj okrug, Тавди́нский городской округ), una formazione municipale (municipal'noe obrazovanie) della regione. Il centro amministrativo è la città di Tavda. 
Il distretto si trova nella parte orientale della regione di Sverdlovsk, nel corso medio del fiume Tavda.